# Georges Pérol
Pour les articles homonymes, voir Pérol.
Ne doit pas être confondu avec François Pérol.
Georges Pérol, né le 20 décembre 1925 à Paris où il est mort le 16 mars 2024,,, est un haut fonctionnaire et homme politique français.
Il est connu pour avoir été le directeur général de l'Office public d'aménagement et de construction de Paris de 1982 à 1993, et avoir été impliqué dans l'affaire des HLM de Paris.

## Biographie
Son grand-père était négociant en vins à Meymac. « Corrézien de Paris » car né dans la capitale le 20 décembre 1925, Georges Pérol revient en Corrèze comme ingénieur du génie rural, pour y faire carrière ; il y installe la direction départementale de l'Agriculture qu'il dirige à partir de 1965,. C'est dans les années 1960, qu'il rencontre en Corrèze Jacques Chirac avec qui il se lie très rapidement.
En juin 1970, il est nommé directeur général de la SOMIVAL (Société de mise en valeur de l'Auvergne et du Limousin). En 1972, Jacques Chirac le nomme chargé de mission à son cabinet de ministre de l'Agriculture,. En 1974, il lui confie la création de l'Office national du bétail et des viandes (ONIBEV).

### Élu en Corrèze
Maire de Meymac en Corrèze,, de 1977 à 1995, conseiller régional en 1980, puis conseiller général pour le canton de Meymac en 1988, et vice-président du conseil général, Georges Pérol est présenté comme « un ami de Jacques Chirac ».
Il est directeur général l'Office public des HLM de Paris à partir de 1982 et transforme l'organisme en Office public d'aménagement et de construction (Opac) de la ville de Paris de 1987 à 1993.
Il a été soupçonné d'avoir fait bénéficier le Centre d'art contemporain de Meymac d'importants dons des entreprises fournisseurs de l'OPAC. Ces mêmes entreprises ont également été mises à contribution pour le financement de la liste RPR aux élections régionales de 1992 dans le Limousin.

### Affaire des HLM de Paris
En 1995, il est mis en examen par le juge Éric Halphen pour trafic d'influence dans le cadre de l'affaire des HLM de Paris,. L'affaire aura pour lui des conséquences politiques immédiates avec sa défaite aux municipales.
En 2006, en l'absence de tout responsable politique, c'est Georges Pérol qui fait figure de clé de voûte de ce que l'on appelle l'« affaire des HLM de Paris », vaste système de versements de commissions par les entreprises et de détournement de procédures dans l'attribution de marchés publics de l'OPAC de Paris.
Le tribunal correctionnel de Paris le condamne à deux ans de prison avec sursis et 20 000 euros d'amende pour détournement de fonds publics.
Les bénéficiaires de marchés publics de l'office HLM de Paris auraient largement financé (plus de 5 millions de francs) une Association des amis du Centre d'art contemporain (CAC) de Meymac ou l'association Essor du Limousin. Ainsi, après le départ de Georges Pérol de l'OPAC, le CAC de Meymac constatera à regret un « effritement » des dons.

### Bénévolat
En 2011, à l'âge de 85 ans, Pérol était toujours actif, travaillant bénévolement, au sein du parc naturel de Millevaches, avec le communiste Christian Audouin. Il affirmait avoir voté pour François Hollande.
En 2015, il reçoit la distinction de conseiller général honoraire pour avoir exercé cette fonction durant 20 ans.

### Décès
Le 16 mars 2024, Georges Pérol s'éteint à l’âge de 98 ans. Il est inhumé au cimetière de Montparnasse.

## Publications
- Georges Pérol (directeur général de l'OPHVP), « L'art de composer Paris : L'OPHVP », PCM, no 1,‎ 1987, p. 25-27 (lire en ligne)
- Georges Pérol (directeur de publication), La Lettre du conseiller général de Meymac, 1999-2008 (SUDOC 048761699)
- Georges Pérol, « De la première charte… au nouveau parc », Millevaches, Gentioux-Pigerolles, PNR de Millevaches en Limousin, vol. Hiver 2013,‎ 2013, p. 7 (ISSN 1774-6876, lire en ligne)